# San Ildefonso Villa Alta
San Ildefonso Villa Alta è un comune del Messico, situato nello stato di Oaxaca.